# Associação Nova Era de Tênis de Mesa

## História
Associação Nova Era de Tênis de Mesa foi criada na cidade de Bauru, no dia 20 de dezembro de 2011. Em 2012 teve alguns de seus atletas convocados para a Seleção Brasileira, além de apresentar resultados positivos em jogos abertos e regionais.

## Atletas da Nova Era convocados para a Seleção Brasileira (desde sua fundação)
- Cátia Oliveira
- Claudio Massad